# افسانه‌ها و متل‌های کردی
اف‍س‍ان‍ه‌ه‍ا، ن‍م‍ای‍ش‍ن‍ام‍ه‌ه‍ا و ب‍ازی‌ه‍ای ک‍ردی یا اف‍س‍ان‍ه‌ه‍ا و م‍ت‍ل‌ه‍ای ک‍ردی کتابی اثر علی‌اشرف درویشیان نویسنده معاصر کرد ایرانی است که در اولین چاپ خود در سال ۱۳۶۶ توسط انتشارات روز در تهران به چاپ رسیده‌است. این کتاب در پنجمین چاپ خود در دو جلد و در ۵۸۳ صفحهٔ مصور در سال ۱۳۸۶ توسط نشر چشمه به چاپ رسیده‌است.